# Saint-Romans-des-Champs
Saint-Romans-des-Champs è un comune francese di 181 abitanti situato nel dipartimento delle Deux-Sèvres nella regione della Nuova Aquitania.

## Società

### Evoluzione demografica
Abitanti censiti